# Asplenium wightianum
Asplenium wightianum là một loài dương xỉ trong họ Aspleniaceae. Loài này được Wall. mô tả khoa học đầu tiên.
Danh pháp khoa học của loài này chưa được làm sáng tỏ. 